# Fleurus Island
Fleurus Island ist eine Insel vor der Danco-Küste des Grahamlands im Norden der Antarktischen Halbinsel. Sie liegt 800 m südlich der Delaite-Insel in der Wilhelmina Bay.
Die Insel ist erstmals auf einer argentinischen Landkarte aus dem Jahr 1950 verzeichnet. Das UK Antarctic Place-Names Committee benannte sie 1956 nach dem dampfgetriebenen britischen Transportschiff Fleurus, das 1928 in diesem Gebiet operiert hatte.